# Poa dimorphantha
Poa dimorphantha är en gräsart som beskrevs av Svante Samuel Murbeck. Poa dimorphantha ingår i släktet gröen, och familjen gräs. IUCN kategoriserar arten globalt som livskraftig. Inga underarter finns listade i Catalogue of Life.